# Sarcofago Amendola
Il sarcofago Amendola è un sarcofago romano conservato ai Musei capitolini. È alto 1,25 metri.

## Storia e descrizione
Si tratta di un sarcofago per uso privato risalente all'età dei primi Antonini (138-180 d.C.) e proviene dalle Vigna Amendola sulla Via Appia. La cassa è decorata, secondo l'uso romano, su tre lati. La fronte è scolpita da altorilievo, mentre i due lati minori hanno un rilievo bassissimo, anche se il soggetto è medesimo: la lotta tra Romani e barbari. Il coperchio invece è decorato con barbari prigionieri lungo il basso fregio e da acroteri con teste barbariche. 
La rappresentazione principale è inquadrata agli angoli da trofei con barbari prigionieri (in basso). A sinistra si vedono due cavalieri romani che trafiggono altrettanti barbari, uno caduto da cavallo e uno morente a terra, che a differenza dei compagni nudi indossa un lungo chitone ed ha la benda regale tra i capelli. La parte destra mostra un combattimento più convulso e aggrovigliato, con un barbaro a cavallo in corsa al centro in secondo piano e uno appiedato nell'atto di sferzare un colpo contro il cavaliere romano all'estremo angolo destro; in diagonale, circondato dal gruppo precedente, si vede un soldato romano che con il gladio sta finendo un barbaro atterrato. La scena è quindi composta assemblando più monomachie, ovvero duelli a due. Sia lo stile, che la composizione, che i costumi dei barbari, rivelano una derivazione dall'arte pergamenea, forse da pitture come quelle citate da Pausania (I, 4, 6) che celebravano le vittorie degli Attalidi contro i Galati. A riconferma di tale derivazione c'è anche il singolare dettaglio della testa nascosta del cavaliere che sta uccidendo il re barbaro, che nella campagna contro i Galati del 168-165 a.C. era il fratello del re Eumene II (il futuro Attalo II), che lo sostituiva in quanto malato. 
La derivazione dalle pitture pergamenee è una conferma della molteplicità di influssi recepiti dall'arte del II secolo, amante del classicismo ma anche delle raffigurazioni patetiche  e pittoricistiche. La cronologia esatta del sarcofago resta controversa, probabilmente il secondo venticinquennio del II secolo d.C.